# 이타카노역
이타카노역(일본어: 井高野駅, いたかのえき)은 일본 오사카부 오사카시 히가시요도가와구에 있는 철도역이다.

## 이용 가능 철도 노선
- 오사카 시 교통국
  - ■ 이마자토스지 선

## 역 구조
섬식 승강장 1면 2선의 지하역. 스크린도어가 설치되어 있다. 개찰구는 1개소 있다.
당역은 시미즈 관리역 소속으로 역장이 배치되어 있고 당역, 즈이코 4초메 역, 다이도토요사토 역 및 다이시바시이마이치 역을 관할하고 있다.
| 1・2 | ■ 이마자토스지 선 | 다이시바시이마이치·시기노·이마자토 방면 |

## 역세권 정보
- 아이카와역
- 오사카 시영 버스 이타카노 영업소
- 이타카노 상점가

## 연장계획
- 이역부터 한큐교토본선 쇼자쿠 역, JR 교토 선 기시베역・센리오카역 방면과 미도스지 선 에사카 역까지 연장을 생각하고 있지만, 실현 가능성은 없다.

## 역사
- 2006년 12월 24일: 영업 개시.

## 인접역
| ■ 오사카 메트로 이마자토스지선 | ■ 오사카 메트로 이마자토스지선 | ■ 오사카 메트로 이마자토스지선 |
| ------------------------------ | ------------------------------ | ------------------------------ |
| 시·종착역                      |                                | I12 즈이코 4초메 이마자토 방면 |